# Humptulips (település)
Humptulips az Amerikai Egyesült Államok északnyugati részén, Washington állam Grays Harbor megyéjében elhelyezkedő statisztikai település. A 2010. évi népszámlálási adatok alapján 255 lakosa van.

## Nevének eredete
A humptulips a chehalis indiánok egy csoportjának neve. A szó jelentése egyes források szerint „nehezen evezhető” (a Humptulips folyóra utalva), míg más források szerint „nyugodt régió”. Az elnevezés szerepel a szokatlan nevek listáján.

## Éghajlat
A település éghajlata óceáni (a Köppen-skála szerint Cfb).

## Népesség
A település népességének változása:
| Lakosok száma | 216  | 255  | 236  |
|               | 2000 | 2010 | 2020 |

## A kultúrában
- Tom Robbins Another Roadside Attraction című regényében a település a fejvadász szerzetesek székhelye.
- A Terry Pratchett Discworld regényében említett fiktív könyv írója egy „Humptulip” nevű varázsló. Egy 2011 októberi konferencián Pratchett Humptulipsot kedvenc helyének nevezte.
- A települést Terry Pratchett és Stephen Baxter The Long Earth című regénye is említi.

## Fordítás
- Ez a szócikk részben vagy egészben  a   Humptulips, Washington című angol Wikipédia-szócikk ezen változatának fordításán alapul.  Az eredeti cikk szerkesztőit annak laptörténete sorolja fel. Ez a jelzés csupán a megfogalmazás eredetét és a szerzői jogokat jelzi, nem szolgál a cikkben szereplő információk forrásmegjelöléseként.